# Brittiska mästerskapet 1889/1890
Brittiska mästerskapet 1889/1890 var den 7:e upplagan av Brittiska mästerskapet i fotboll. Titeln delades mellan England och Skottland.

## Tabell
| Nr | Lag       | S | V | O | F | GM | IM | MS  | P |
| -- | --------- | - | - | - | - | -- | -- | --- | - |
| 1  | England   | 3 | 2 | 1 | 0 | 13 | 3  | +10 | 5 |
| 1  | Skottland | 3 | 2 | 1 | 0 | 10 | 2  | +8  | 5 |
| 3  | Wales     | 3 | 1 | 0 | 2 | 6  | 10 | −4  | 2 |
| 4  | Irland    | 3 | 0 | 0 | 3 | 4  | 18 | −14 | 0 |

## Matcher
|  | 8 februari 1890 | England                                                      | 5 – 2 | Irland            | Old Racecourse |            |
|  |                 | William Owen Dick Wilcock David Lewis William Pryce-Jones ×2 |       | ×2 William Dalton | Shrewsbury     | Shrewsbury |
|  |                 |                                                              |       |                   | Shrewsbury     | Shrewsbury |
|  |                 |                                                              |       |                   | Shrewsbury     | Shrewsbury |

|  | 15 mars 1890 | Wales         | 1 – 3 | England                          | Racecourse Ground |         |
|  |              | William Lewis |       | ×2 Edmund Currey Tinsley Lindley | Wrexham           | Wrexham |
|  |              |               |       |                                  | Wrexham           | Wrexham |
|  |              |               |       |                                  | Wrexham           | Wrexham |

|  | 15 mars 1890 | Irland        | 1 – 9 | England                                                                       | Ulster Cricket Ground |         |
|  |              | Jack Reynolds |       | ×3 Fred Geary ×2 Kenny Davenport ×2 William Townley Joe Lofthouse John Barton | Belfast               | Belfast |
|  |              |               |       |                                                                               | Belfast               | Belfast |
|  |              |               |       |                                                                               | Belfast               | Belfast |

|  | 22 mars 1890 | Skottland                                        | 5 – 0 | Wales | Underwood Park                                        |                                                       |
|  |              | Lalty Wilson 20′ William Paul 36′, 43′, 60′, 70′ |       |       | Paisley Publik: 7 500 Domare: William Finlay (Irland) | Paisley Publik: 7 500 Domare: William Finlay (Irland) |
|  |              |                                                  |       |       | Paisley Publik: 7 500 Domare: William Finlay (Irland) | Paisley Publik: 7 500 Domare: William Finlay (Irland) |
|  |              |                                                  |       |       | Paisley Publik: 7 500 Domare: William Finlay (Irland) | Paisley Publik: 7 500 Domare: William Finlay (Irland) |

|  | 29 mars 1890 | Irland         | 1 – 4   | Skottland                                                    | Ulster Cricket Ground                                  |                                                        |
|  |              | Jack Peden 25′ | (1 – 1) | 10′, 80′ Gilbert Rankin 50′ Thomas Wyllie 70′ John McPherson | Belfast Publik: 5 000 Domare: William Stacey (England) | Belfast Publik: 5 000 Domare: William Stacey (England) |
|  |              |                |         |                                                              | Belfast Publik: 5 000 Domare: William Stacey (England) | Belfast Publik: 5 000 Domare: William Stacey (England) |
|  |              |                |         |                                                              | Belfast Publik: 5 000 Domare: William Stacey (England) | Belfast Publik: 5 000 Domare: William Stacey (England) |

|  | 5 april 1890 | Skottland          | 1 – 1   | England        | Hampden Park                                      |                                                   |
|  |              | John McPherson 37′ | (1 – 1) | 17′ Harry Wood | Glasgow Publik: 26 379 Domare: John Reid (Irland) | Glasgow Publik: 26 379 Domare: John Reid (Irland) |
|  |              |                    |         |                | Glasgow Publik: 26 379 Domare: John Reid (Irland) | Glasgow Publik: 26 379 Domare: John Reid (Irland) |
|  |              |                    |         |                | Glasgow Publik: 26 379 Domare: John Reid (Irland) | Glasgow Publik: 26 379 Domare: John Reid (Irland) |